# Andrea Giocondi
Andrea Giocondi (Tivoli, 17 gennaio 1969) è un ex mezzofondista italiano, medaglia d'argento nei 1500 metri piani alle Universiadi di Fukuoka 1995.

## Biografia
Oltre alla medaglia alle Universiadi, il suo miglior risultato a livello internazionale è stato il 7º posto nella finale mondiale degli 800 metri piani di Göteborg 1995. Ha partecipato ai Giochi olimpici di Atlanta 1996, dove è stato eliminato in batteria negli 800 m piani.
Nel 2007 consegue la laurea in scienze motorie e diventa technical coah specializzato nell'allenamento di chi si avvicina alla corsa.
Nel 2009 Giocondi diventa guida dell'atleta paralimpica Annalisa Minetti, con la quale il 27 maggio 2012, durante il meeting Città di Gavardo (Brescia), stabilisce il nuovo record mondiale paralimpico nella classe T11 dei 1500 m piani con il tempo di 4'48"55, battendo il precedente primato che apparteneva alla ceca Miroslava Sedlackova, che alle Paralimpiadi di Pechino 2008 aveva corso in 4'53"78. Nello stesso anno, sempre come guida di Annalisa Minetti, conquista il bronzo ai Giochi paralimpici di Londra 2012 nei 1500 metri T11-T12.
Nel 2017 è stato responsabile tecnico dei top atleti alla Maratona di Roma.

## Palmarès
| Anno | Manifestazione | Sede    | Evento       | Risultato | Prestazione | Note |
| ---- | -------------- | ------- | ------------ | --------- | ----------- | ---- |
| 1995 | Universiadi    | Fukuoka | 1500 m piani | Argento   | 3'47"11     |      |

## Campionati nazionali
- 2 volte campione nazionale assoluto degli 800 metri piani (1996, 2001)[3]
- 1 volta campione nazionale assoluto indoor degli 800 metri piani (1999)[4]
- 1 volta campione nazionale assoluto indoor dei 1500 metri piani (1996)[4]

## Altre competizioni internazionali
1995
- Oro al Golden Gala ( Roma), 800 m piani - 1'44"85

1996
- 5º al Weltklasse Zürich ( Zurigo), 800 m piani - 1'44"78
- 6º al Golden Gala ( Roma), 800 m piani - 1'45"05

1999
- 10º al Bauhaus-Galan ( Stoccolma), 1000 m piani - 2'19"00